# Albești (Constança)
Albești é uma comuna romena localizada no distrito de Constanța, na região de Dobruja. A comuna possui uma área de 156.39 km² e sua população era de 3369 habitantes segundo o censo de 2007.